# Філя-Йоль
Фі́ля-Йоль або Фі́ля-Єль (рос. Филя-Ёль, Филя-Ель) — річка в Республіці Комі, Росія, ліва притока річки Когель, правої притоки річки Ілич, правої притоки річки Печора. Протікає територією Троїцько-Печорського району.
Річка протікає на захід, південний захід, захід та південний захід.